# Ślusarz
Ślusarz (auch Slosarz, Slossar, Slósarz, Slusarz, Szlosarz, Szlósarz, Ślosarz und Ślósarz) ist ein polnischer Familienname.

## Herkunft und Bedeutung
Der Name Ślusarz ist ein Lehnwort und stammt vom mittelhochdeutschen Wort sloʒʒer (Schlosser), „Handwerker, der Schlösser, Schlüssel, Tür- und Fensterbeschläge, kleine Maschinenteile usw. herstellt; Arbeiter in einer Schlosserei“.

## Varianten und Verbreitung
Der Familienname Ślusarz und seine Varianten ist ein seltener Familienname, der über ganz Polen verteilt ist. Die Zahl nach der Variante gibt die Anzahl von Personen mit dem jeweiligen Familiennamen auf Grundlage der PESEL-Datenbank von 2002 an.
- Ślusarz (2448)
- Ślósarz (256)
- Slusarz (36)
- Ślosarz (24)
- Slósarz (13)
- Slosarz (2)
- Slossar (0)
- Szlosarz (0)
- Szlósarz (0)

## Namensträger
- Anna Ślósarz, polnische Medienwissenschaftlerin
- Grzegorz Ślusarz (* 1955), polnischer Wirtschaftswissenschaftler
- Piotr Ślósarz (* 1960), polnischer Agrarwissenschaftler
- Rafał Ślusarz (* 1962), polnischer Mediziner und Politiker, Senator